# Басневиль
Басневи́ль (фр. Basseneville) — коммуна во Франции, находится в регионе Нижняя Нормандия. Департамент коммуны — Кальвадос. Входит в состав кантона Дозюле. Округ коммуны — Лизьё.
Код INSEE коммуны — 14045.

## Население
Население коммуны на 2010 год составляло 260 человек.
| 1962 | 1968 | 1975 | 1982 | 1990 | 1999 | 2010 |
| ---- | ---- | ---- | ---- | ---- | ---- | ---- |
| 189  | 195  | 197  | 223  | 234  | 263  | 260  |

## Экономика
В 2010 году среди 178 человек трудоспособного возраста (15—64 лет) 125 были экономически активными, 53 — неактивными (показатель активности — 70,2 %, в 1999 году было 71,9 %). Из 125 активных жителей работали 114 человек (61 мужчина и 53 женщины), безработных было 11 (7 мужчин и 4 женщины). Среди 53 неактивных 14 человек были учениками или студентами, 18 — пенсионерами, 21 были неактивными по другим причинам.